# Universidad Estatal de Kent
Universidad Estatal de Kent (Kent State University, también conocida como Kent State, KSU) es una de las mayores universidades estadounidenses y la segunda mayor del estado de Ohio. Heredera de una larga tradición, es una las más antiguas universidades de Ohio, la KSU dedica lo mejor de sí misma a la excelencia de la enseñanza y de las investigaciones a la servicio de su comunidad.

## Historia
Fundada en 1910, la KSU se encuentra situada en la ciudad homónima, en Ohio, Estados Unidos, a unos 60 km de Cleveland, 20 km al nordeste de Akron y a 50 km al nordeste de Youngstown. Cuenta con más de 34.000 estudiantes distribuidos en sus ocho campus. La KSU es una de las mayores generadoras de empleo del estado.

## Asalto a la Universidad de Kent
La Universidad de Kent fue blanco de la atención de la mídia internacional en 4 de mayo de 1970, cuando la Guardia Nacional de Ohio invadió el campus y mató a tiros a cuatro de sus estudiantes, hiriendo nueve más. Tras días de protestas estudiantes lucharon contra la invasión de Camboya durante la Guerra de Vietnam. La Guardia había sido llamada a Kent después de las protestas dentro y fuera de su campus; hubo hechos violentos y disturbios en el centro de la ciudad. También se produjo el incendio de un edificio conectado a un programa de las Fuerzas Armadas, destinado a universitarios norteamericanos.
Conocido como Los Tiros de Kent State, el hecho motivó el cierre del campus de la universidad y de otros campus por todo el país, en protesta por la acción policial en Kent.

## Conexiones externas
- Web KSU Archivado el 13 de octubre de 2008 en Wayback Machine.

- Datos: Q1473615
- Multimedia: Kent State University / Q1473615